# Pesaguero
Pesaguero ist eine Gemeinde in der spanischen Autonomen Region Kantabrien. Sie liegt in der Region Liébana und grenzt im Norden an Cabezón de Liébana, im Osten an Polaciones, im Westen an Vega de Liébana und im Süden an die Provinz Palencia (Kastilien und León).

## Orte
- Avellanedo
- Barreda
- Caloca
- Cueva
- Lerones
- Lomeña
- Obargo
- Pesaguero (Hauptort)
- Valdeprado
- Vendejo
- La Parte

## Bevölkerungsentwicklung
| 1842 | 1900 | 1950 | 1981 | 1991 | 2001 | 2011 |
| ---- | ---- | ---- | ---- | ---- | ---- | ---- |
| 1069 | 1308 | 1256 | 535  | 472  | 378  | 341  |